# プリンセス・ブライド
『プリンセス・ブライド』（The Princess Bride）は、ウィリアム・ゴールドマン作の長編小説である。1973年にハーコート社（Harcourt）から出版された。S・モーゲンスターン著『プリンセス・ブライド』という架空の小説に関して話が進められる、典型的なメタフィクションである。日本語訳は1986年に早川書房から刊行された。

## 概要
作中（第一層）の登場人物はウィリアム・ゴールドマンやその妻子である。作中のゴールドマンはヨーロッパの小国フローリン国に出自を持つ作家である。彼は少年時代、同郷の大作家S・モーゲンスターンの『プリンセス・ブライド』を父に読み聞かせられて以来、読書に目覚め、長じては作家になった。大人になった彼がある時『プリンセス・ブライド』を読んでみると、この作品が記憶にあるほど面白くはないことに気付く。かつての父は、面白いところだけをかいつまんで読み聞かせてくれていたのである。そこでゴールドマンは、かつての愛読書の面白さを世に知らしめるため『プリンセス・ブライド』を「現代人向け娯楽短縮版」にリライトして復刻することを目論み、出版社に話を通す。
それ以降の本文（第二層）は、ゴールドマン版『プリンセス・ブライド』そのものである。作中作『プリンセス・ブライド』は中世のフローリン国を舞台にし、恋愛・活劇・風刺など多彩な要素を盛り込んだ歴史ファンタジー小説である。ただし風刺の部分は、ゴールドマン版では大幅に削られている。削除箇所には代わりにゴールドマンのコメント（オリジナルのその部分がいかに退屈であるか）が挿入される。
作中作がフィクションであることは明示されているが、実はフローリン国、S・モーゲンスターン、オリジナル版『プリンセス・ブライド』自体、ゴールドマンの来歴や家族構成、といった第一層の事物も架空のものである。

## 書誌情報
- ウィリアム・ゴールドマン著、佐藤高子訳『プリンセス・ブライド』早川書房〈ハヤカワ文庫FT〉、1986年、ISBN 978-4150200855

## 映像化
1987年にロブ・ライナー監督により映画化された。原題は小説版と同じ『The Princess Bride』で、邦題は『プリンセス・ブライド・ストーリー』。脚本はウィリアム・ゴールドマン自身が担当し、祖父（ピーター・フォーク）が病気の孫（フレッド・サベージ）にこの小説を読んであげるという形式で物語が進行する。

## 主要参考資料
- ハヤカワ文庫『プリンセス・ブライド』巻末解説
- 司悠司『超過激読書宣言』青弓社、1991年